# Fistful of Metal
Fistful of Metal —en español: Puñado de metal— es el primer álbum de estudio de la banda de thrash metal Anthrax, lanzado el 28 de enero de 1984 por Megaforce Records en Estados Unidos y Music For Nations internacionalmente.

## Lista de canciones
1. "Deathrider" Neil Turbin, Dan Spitz, Scott Ian, Dan Lilker, Charlie Benante - 3:30
2. "Metal Thrashing Mad" (Turbin, Spitz, Ian, Lilker, Benante) - 2:39
3. "I'm Eighteen" (Alice Cooper, Glen Buxton, Michael Bruce, Dennis Dunaway, Neal Smith) - 4:02
4. "Panic" (Turbin, Ian, Lilker) - 3:58
5. "Subjugator" (Turbin, Spitz, Ian, Lilker, Benante) - 4:38
6. "Soldiers of Metal" (Turbin, Ian, Lilker) - 2:55
7. "Death from Above" (Turbin, Ian, Lilker) - 5:00
8. "Anthrax" (Turbin, Ian, Lilker) - 3:24
9. "Across the River" (Ian, Lilker) - 1:26
10. "Howling Furies" (Ian, Lilker) - 3:55

## Sencillos
- "Soldiers of Metal"

## Créditos
- Neil Turbin - voz
- Scott Ian - guitarra rítmica
- Dan Spitz - guitarra líder
- Dan Lilker - bajo
- Charlie Benante - batería